# Dumdumkogel

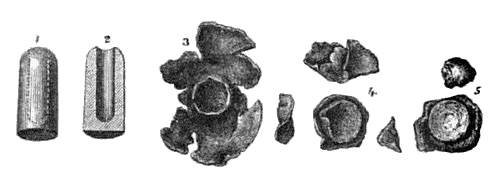
Werking van een dumdumkogel

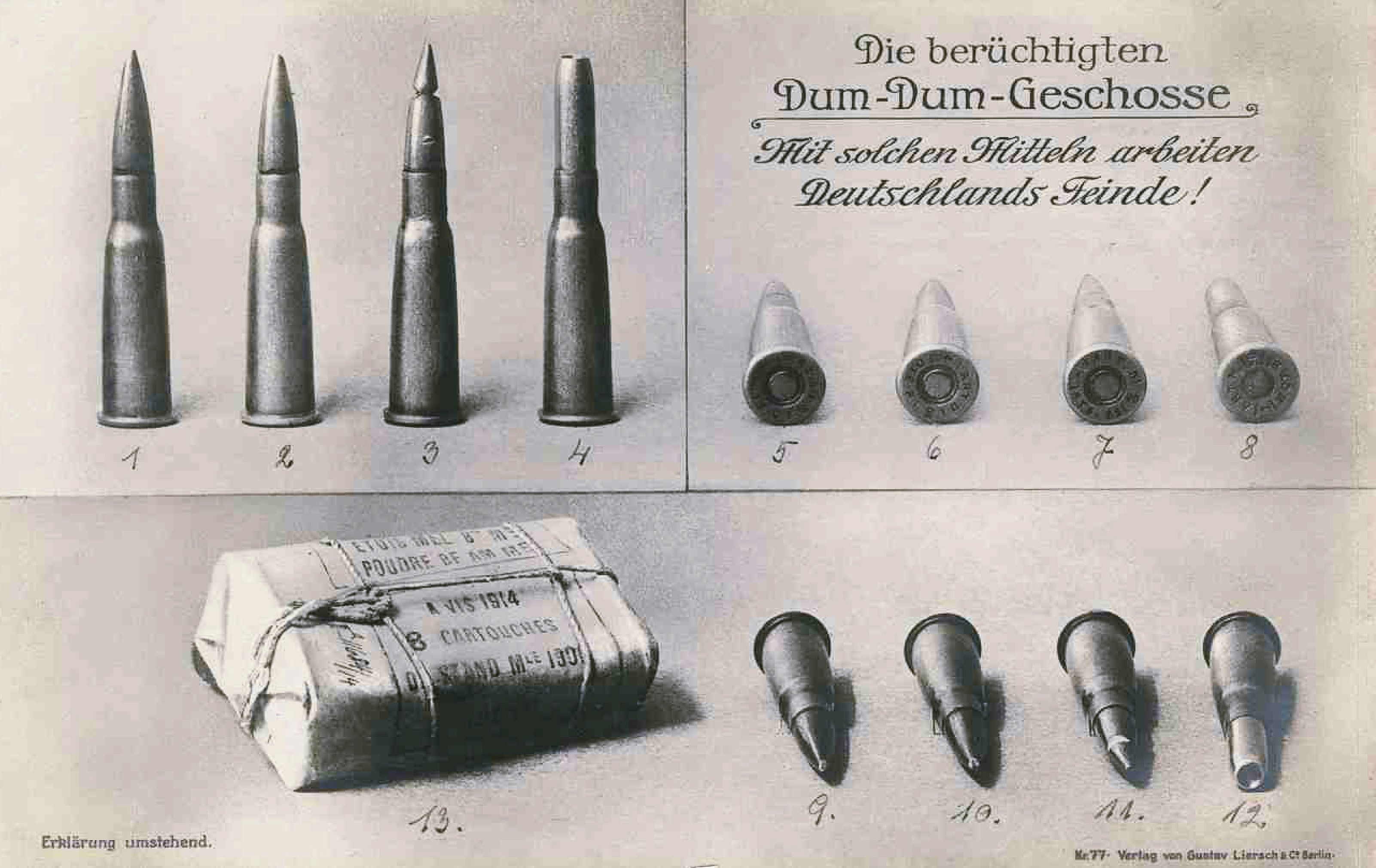
Duitse propaganda over Frans gebruik van Dumdumkogels in de Eerste Wereldoorlog

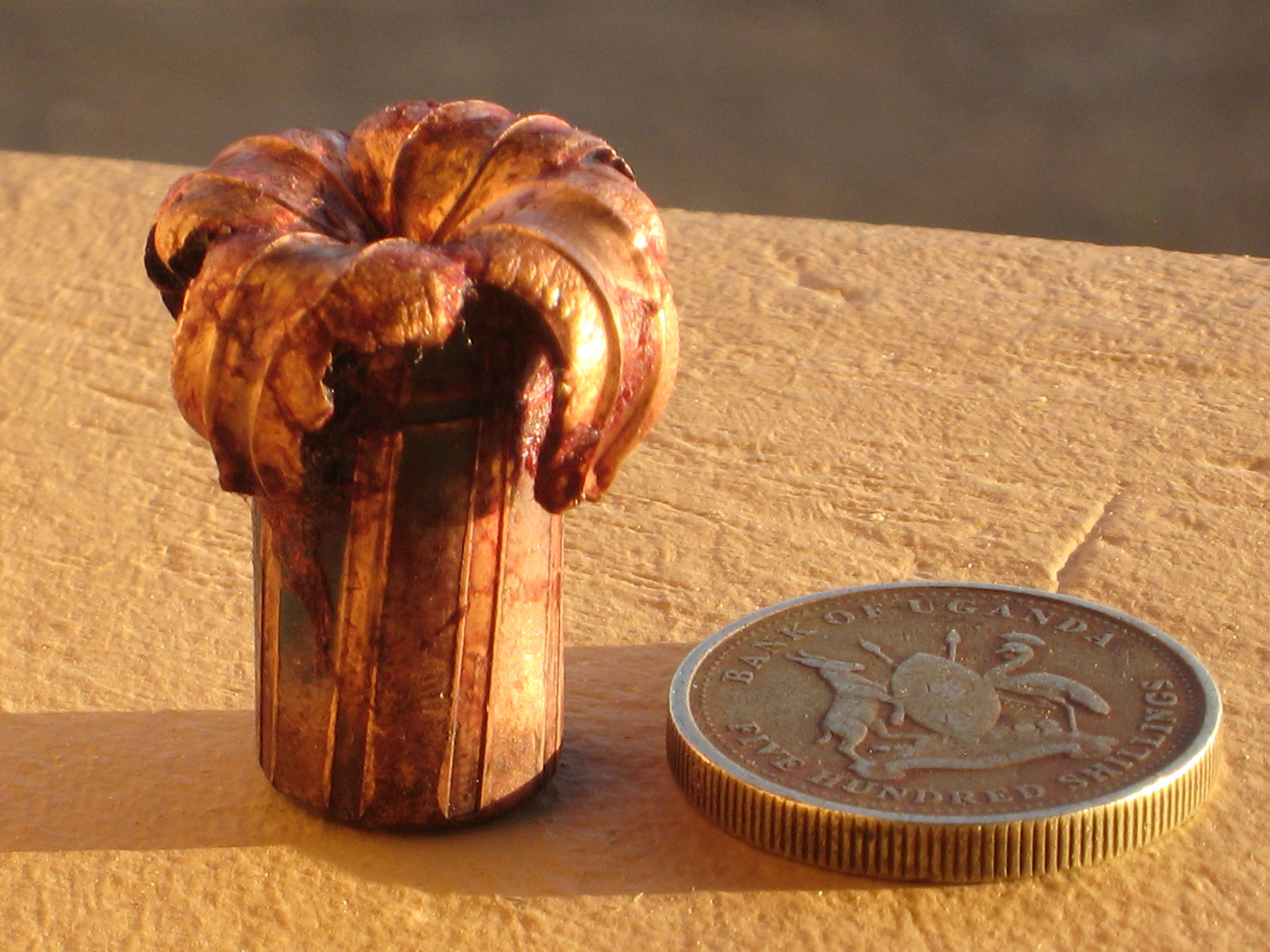
Een dumdumkogel na een schot op een buffel

Een dumdumkogel is een kogel die fragmenteert of uitzet bij het treffen van het lichaam.
De naam is afkomstig van een Britse legermunitiefabriek in de Indiase plaats Dum Dum nabij Calcutta waar in 1898 de eerste zulke kogels werden vervaardigd.
Een gewone kogel wordt weleens door de schutter bewerkt door er van voren een kruis overheen te snijden waardoor een soortgelijk effect optreedt.
Doordat de mantel aan de voorzijde een holte heeft zal de kogel bij het treffen van het doel in diameter toenemen. Dit komt doordat de kern snel opstuikt door de opening van de mantel heen en door deze diametervergroting zal alle kinetische energie ook aan het doel worden afgegeven en zware verwondingen veroorzaken bij de persoon of het dier dat wordt getroffen. Het gevaar dat bij een gewone kogel bestaat, dat deze door het doelwit heen gaat en nog een ander treft, doet zich hier niet voor.

## Geschiedenis
Voor het Lee Metford-geweer dat toentertijd werd gebruikt door het Britse leger waren er de Mark I- en Mark II-volmantelkogels ontwikkeld. Tijdens gevechten in India in 1895 werden deze nieuwe kogels voor het eerst gebruikt maar al snel werd duidelijk dat de kogel een veel te lage verwondingscapaciteit had, veel lager dan de oudere loden kogels.
Er werd daarom opdracht gegeven aan de munitiefabriek in Dum Dum om de effectiviteit van de kogel te verbeteren. Door Captain Bery Clay werd een model ontwikkeld waarbij de mantel van een Mark 2-kogel in de punt was voorzien van een holte. Echter bij testen bleek dat de mantel, die bij een mark 2 van onderen open was, regelmatig in de loop bleef zitten en dat de loden kern via de voorzijde door de mantel werd geperst en de loop verliet. Hierdoor kreeg men wapenstoringen. Toen echter de bodem en de kogelwand uit één stuk bestonden had men het probleem opgelost.
De soldaten die de nieuwe kogel daarna gebruikten waren erg enthousiast want het was een zeer effectief en gruwelijk verwondend projectiel.
Later zijn deze kogels als mark 4 en mark 5 ingevoerd door het Engelse leger.

## Een eerder experiment in Nederland
De latere Nederlandse minister van Oorlog, August Willem Philip Weitzel was in 1866 hoofd van de schietopleiding waar hij werd benaderd door een Fransman, de heer Pertuiset, leeuwenjager van beroep, die hem het exclusieve recht op de vervaardiging van gepatenteerde "exploderende kogels voor klein geweer" aanbood. Proeven met broden, houten balken, blokken gelatine en kadavers toonden de verschrikkelijke uitwerking van deze kogels op een lichaam en Weitzel wees het in zijn ogen "barbaarse" aanbod beslist van de hand. De minister van Oorlog volgde Weitzels advies. Op initiatief van Tsaar Alexander II van Rusland kwam de Verklaring van Sint-Petersburg tot stand waarin een meerderheid van de Europese staten van het gebruik van dergelijke kogels afzag.

## Het Verdrag van Den Haag
In het verdrag van de internationale Vredesconferentie van Den Haag uit 1899 werd het gebruik van fragmenterende en uitzettende kogels, en dus ook de dumdumkogel, voor militaire doeleinden verboden.
Dit verbod werd op deze conferentie vastgelegd in de Declaration concerning the Prohibition of the Use of Bullets which can Easily Expand or Change their Form inside the Human Body such as Bullets with a Hard Covering which does not Completely Cover the Core, or containing Indentations.
In deze verklaring werd door de partijen toegezegd te zullen afzien van het gebruik van "kogels die zich gemakkelijk in het menselijk lichaam uitbreiden of afvlakken." Dit verbood soft-point kogels (met slechts een gedeeltelijk metalen omhulsel) en kogels met een kruisvormige incisie in de punt, waarmee de dumdumkogel werd bedoeld.

## Gebruik door politie
Een moderne versie van de dumdumkogel, de zogenoemde hollow-point bullet, wordt door politiediensten gebruikt. In 1977 is in Nederland dergelijke munitie gebruikt door mariniers in het kader van de beëindiging van de treinkaping bij De Punt.